# Hoplopleura varia
Hoplopleura varia är en insektsart som beskrevs av Castro 1988. Hoplopleura varia ingår i släktet Hoplopleura och familjen gnagarlöss. Inga underarter finns listade i Catalogue of Life.